# Antonio Zabaleta
Antonio Zabaleta (Madrid, 1803-1864) fue un arquitecto español de origen cántabro. Hizo su carrera dentro del denominado periodo romántico. Su carrera transcurre entre las ciudades de Madrid y Santander. Zabaleta fue uno de los arquitectos españoles que vivió la transición entre el neoclasicismo y el romanticismo en la arquitectura. Durante su juventud vive un largo periodo formativo entre París y Roma. A su regreso del exilio se convierte en director de la Escuela de Arquitectura de Madrid (1854 y 1855), así como asiduo colaborador del Boletín Español de Arquitectura. Sus posturas se alinean con la arquitectura ecléctica, contrarias a las corrientes clásicas.

## Biografía

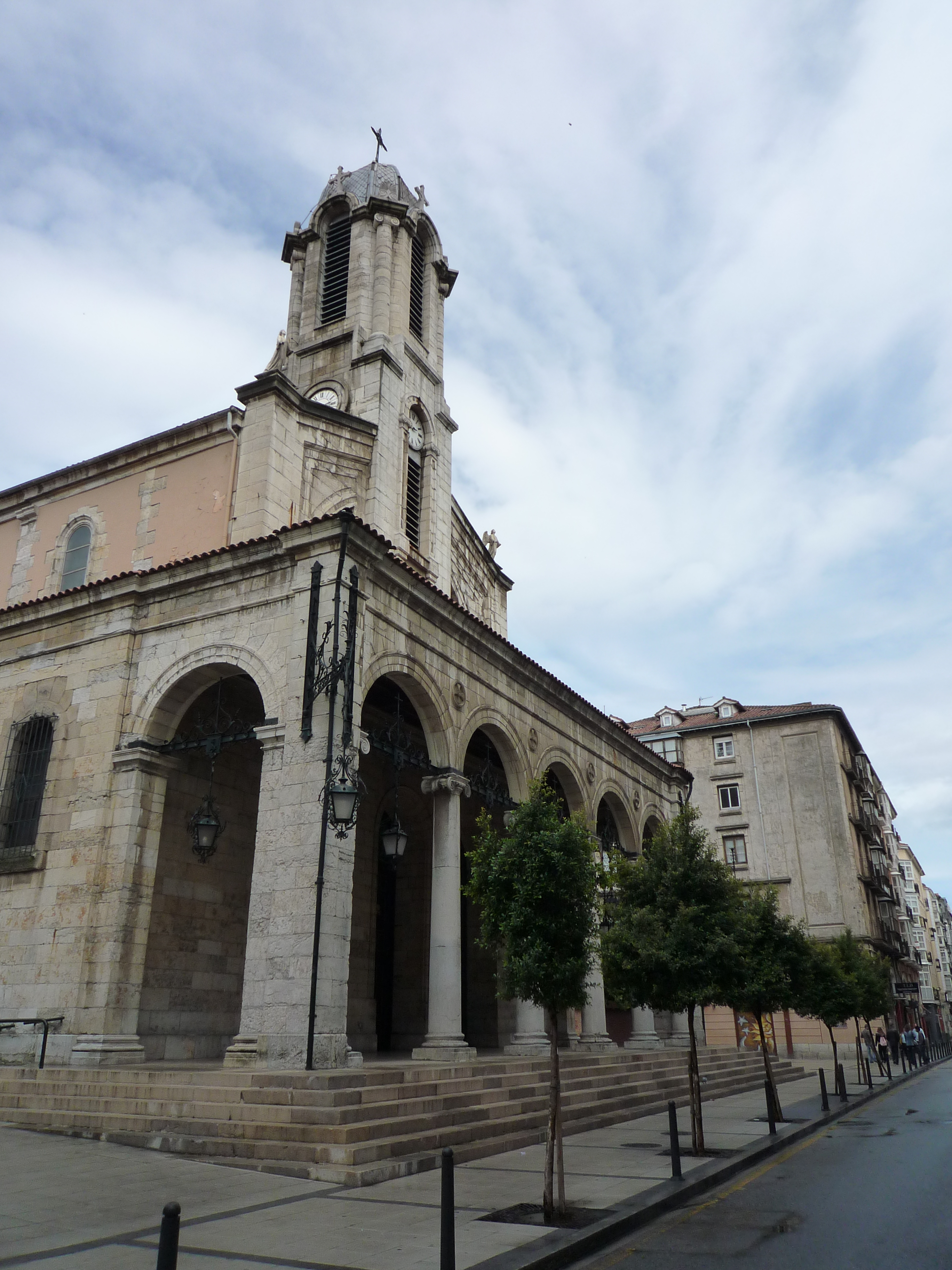
Iglesia de Santa Lucía en Santander

En el año 1823, al final del Trienio Constitucional, se ve obligado a emigrar a París por motivos políticos. A pesar de ello la Academia de San Fernando es la que le pensiona para residir en la capital francesa para luego trasladarle a Italia en 1830. Tres años más tarde logra el título de arquitecto. Desde su estancia en las ciudades europeas asiste al debate europeo entre arquitectos partidarios del clasicismo y del romanticismo. Regresa a España como profesor de Arquitectura legal y práctica de la Construcción de la Escuela Especial de Arquitectura de Madrid siendo director de la misma entre 1854 y 1855.
Se presenta a varios concursos arquitectónicos nacionales, en el presentado para el diseño del Congreso de los Diputados quedó en segundo lugar detrás de Narciso Pascual y Colomer. En Santander tiene una calle que lleva su nombre

## Obra

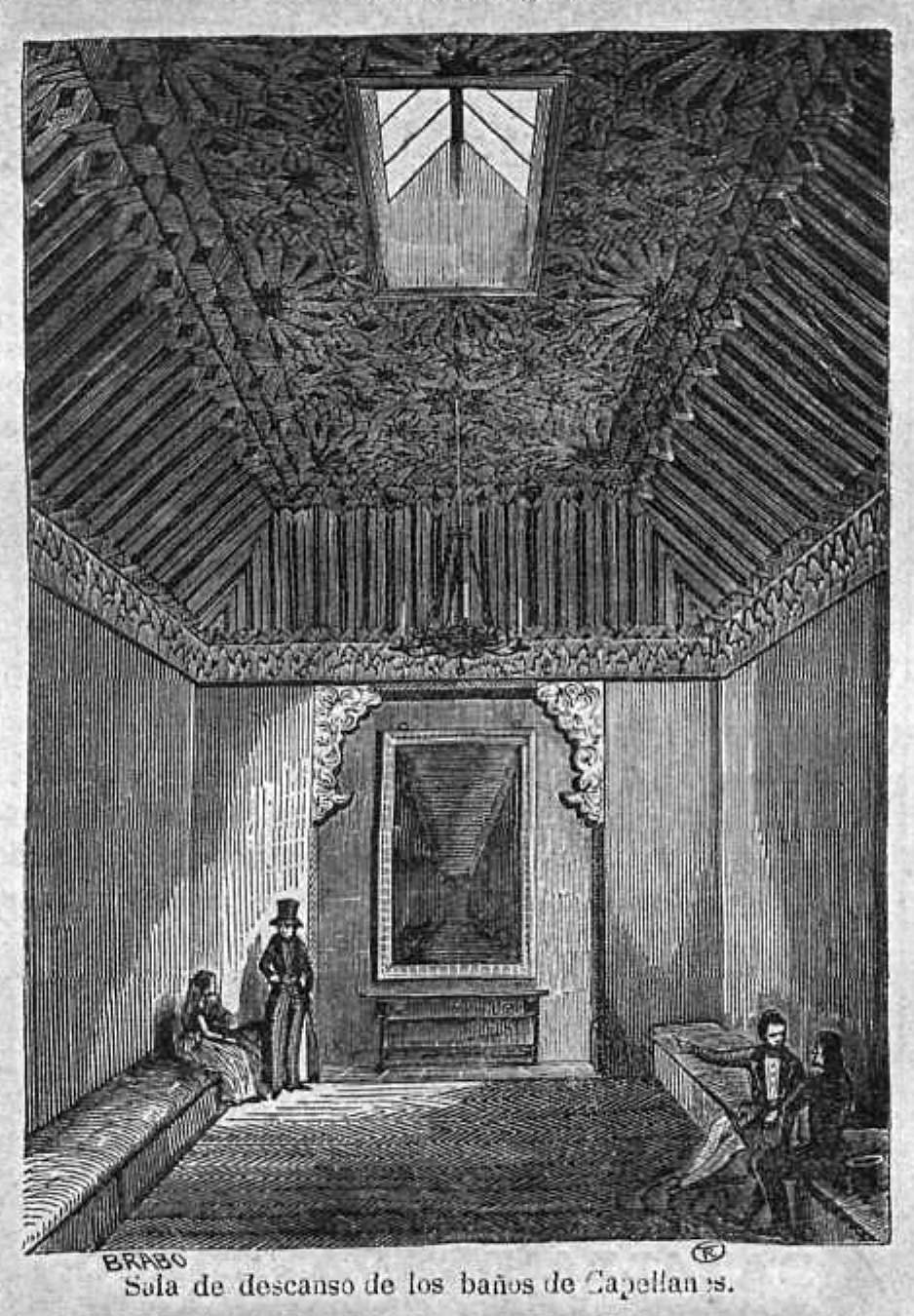
Sala de descanso de los baños de Capellanes (1849)

Entre sus obras más destacadas se encuentra un edificio famoso en el Madrid Isabelino, el denominado Baños de Capellanes y que se encontraba en la plaza del Celenque (edificado en 1836, no se inauguraría hasta 1843). En Santander diseña la casa de los Arcos de Botín en la plaza de Pombo y la cercana iglesia de Santa Lucía.